# 乳白垂花报春
乳白垂花报春（学名：Primula eburnea）为报春花科报春花属下的一个种。多年生草本植物，生长于海拔4300-4800米的泥炭草地、冰川堆积物和石缝中。

## 扩展阅读
- 維基物種上的相關：乳白垂花报春